# АЭС Симане
АЭС Симане (яп. 島根原子力発電所 симанэ-гэнсирёку-хацудэнсё) — атомная электростанция в Японии.
Станция расположена на юго-западе японского острова Хонсю на побережье Японского моря близ города Мацуэ в префектуре Симане.
Станция была заложена в 1970 году. Всего на ней успели построить и запустить два реактора типа BWR разработки Hitachi — один мощностью 460 МВт, второй — 820 МВт. Третий реактор типа ABWR мощностью 1 373 МВт находился в стадии строительства с 2007 года и планировался к запуску в конце 2011 года. 29 июля 2009 года на третьем энергоблоке станции был успешно установлен корпус реактора, но запущен он до сих пор так и не был в связи с событиями на АЭС Фукусима. Таким образом, общая мощность построенных реакторов АЭС Симане составляет 1280 МВт.
26 декабря 2013 появилась информация о желании управляющей компании перезапустить АЭС Симане и подготовить станция согласно новым требованиям безопасности. 17 января 2014 года проверки начались как на АЭС Симане, так и на другой японской АЭС — Онагава. 18 марта 2015 года появилась информация о возможном закрытии первого энергоблока АЭС Симане и первого энергоблока АЭС Генкай.

## Инциденты
24 июня 2011 года была снижена мощность второго реактора АЭС "Симане" в связи с большим количеством попавших в фильтры морской воды медуз. В результате мощность реактора пришлось снизить почти на 20 % в принудительном порядке.
1 мая 2024 года. /ТАСС/. Небольшое возгорание произошло в машинном зале второго реактора АЭС "Симанэ" в одноименной японской префектуре. Об этом сообщила компания - оператор станции Chugoku Electric Power и администрация префектуры Симанэ.
Как уточняется, инцидент не оказал воздействия на окружающую среду, никто не пострадал.
На фотографиях, опубликованных компанией-оператором, видно распределительную коробку для проводки, левая часть которой оплавлена. Причины инцидента пока неизвестны.

## Информация об энергоблоках
| Энергоблок | Тип реакторов | Мощность | Мощность | Начало строительства | Физпуск    | Подключение к сети | Ввод в эксплуатацию | Закрытие   |
| Энергоблок | Тип реакторов | Чистый   | Брутто   | Начало строительства | Физпуск    | Подключение к сети | Ввод в эксплуатацию | Закрытие   |
| ---------- | ------------- | -------- | -------- | -------------------- | ---------- | ------------------ | ------------------- | ---------- |
| Симане-1   | BWR, BWR-3    | 439 МВт  | 460 МВт  | 02.07.1970           | 01.06.1973 | 02.12.1973         | 29.03.1974          | 30.04.2015 |
| Симане-2   | BWR, BWR-5    | 789 МВт  | 820 МВт  | 02.02.1985           | 25.05.1988 | 11.07.1988         | 10.02.1989          | —          |
| Симане-3   | BWR, ABWR     | 1325 МВт | 1373 МВт | 12.10.2007           | —          | —                  | —                   | —          |